# Araneus koepckeorum
Araneus koepckeorum là một loài nhện trong họ Araneidae.
Loài này thuộc chi Araneus. Araneus koepckeorum được Herbert Walter Levi miêu tả năm 1991.